# Мартінтон (Іллінойс)
Мартінтон (англ. Martinton) — селище (англ. village) в США, в окрузі Іроквай штату Іллінойс. Населення — 334 особи (2020).

## Географія
Мартінтон розташований за координатами 40°54′55″ пн. ш. 87°43′35″ зх. д. / 40.91528° пн. ш. 87.72639° зх. д. (40.915290, -87.726498).  За даними Бюро перепису населення США в 2010 році селище мало площу 0,71 км², уся площа — суходіл.

## Демографія
Згідно з переписом 2010 року, у селищі мешкала 381 особа в 137 домогосподарствах у складі 102 родин. Густота населення становила 533 особи/км².  Було 152 помешкання (213/км²).
Расовий склад населення:
| - 97,1 % — білих - 0,5 % — азіатів - 1,6 % — осіб інших рас |

До двох чи більше рас належало 0,8 %. Частка іспаномовних становила 2,6 % від усіх жителів.
За віковим діапазоном населення розподілялося таким чином: 30,7 % — особи молодші 18 років, 62,2 % — особи у віці 18—64 років, 7,1 % — особи у віці 65 років та старші. Медіана віку мешканця становила 33,4 року. На 100 осіб жіночої статі у селищі припадало 100,5 чоловіків;  на 100 жінок у віці від 18 років та старших — 104,7 чоловіків також старших 18 років.
Середній дохід на одне домашнє господарство  становив 60 228 доларів США (медіана — 54 688), а середній дохід на одну сім'ю — 63 914 долари (медіана — 57 679). За межею бідності перебувало 11,2 % осіб, у тому числі 17,1 % дітей у віці до 18 років та 0,0 % осіб у віці 65 років та старших.
Цивільне працевлаштоване населення становило 173 особи. Основні галузі зайнятості: виробництво — 28,9 %, освіта, охорона здоров'я та соціальна допомога — 16,2 %, фінанси, страхування та нерухомість — 8,7 %, мистецтво, розваги та відпочинок — 7,5 %.